# Szirma
Szirma egykor önálló község, 1950-től Miskolc városrésze, a Miskolci járásban. Manapság kedvelt, békés kertváros.

## Fekvése és megközelítése
Miskolctól 3 kilométerre délkeletre, az Alföld szélén, sík vidéken helyezkedik el, nem messze az M30-as autópálya déli leágazásától. Főutcája a 3604-es út, az köti össze Miskolc központjával és a déli szomszédságában fekvő Kistokajjal is.
Közösségi közlekedéssel a miskolci Búza térről induló 3-as és 45-ös jelzésű autóbuszokkal érhető el.

## Története
A község Árpád-kori, az első hiteles adat 1343-ból származik, ekkor Serymeként említik. Kezdetben a Miskóc nemzetség birtoka volt, a 14. században került a Szirmay család birtokába. A 16–17. század fordulójától hódoltsági terület volt. A településen a református vallás hamar terjedt, 1598-ban már önálló egyháza volt. (Már az 1595-ös összeírás szerint is volt templomuk.) 
Szirma lakói 1674-ben  kénytelenek voltak elhagyni otthonaikat, mert a török állandó zaklatása, valamint a Sajó gyakori árvizei elűzték őket; legtöbbjük a nem messzi fekvő Alsókelecsénybe költözött. Szirma a Rákóczi-szabadságharc bukása után népesült be ismét, református lakókkal.  A 18. században alig laktak a faluban, ami 1736-ban csupán 72 házból állt.  A település Miskolchoz közeli fekvése jelentős szerepet játszott Miskolc mezőgazdasági, elsősorban zöldséggel való ellátásában. Szirma kisközségnek 1891-ben 1315 magyar lakosa volt. Az addig önálló községet 1950-ben csatolták Miskolchoz.

## Nevezetességei
- Református templom
- Római katolikus templom
- Baptista imaház
- Miskolc-Szirmai Református Általános Iskola, Alapfokú Művészetoktatási Intézmény és Óvoda
- Szent András görögkatolikus templom (2011)[3]
- Itt állt a szecessziós Klein-kastély, a II. világháborúban elpusztult